# 埃平 (新罕布什爾州普查規定居民點)
埃平（英語：Epping）是位於美國新罕布什爾州羅京安縣的普查規定居民點。

## 人口
根據2020年美國人口普查的數據，埃平的面積為11.23平方千米，當中陸地面積為11.14平方千米，而水域面積為0.09平方千米。當地共有人口2693人，而人口密度為每平方千米239.8人。